# Piero Gallina
Piero Gallina (Cesena, 3 maggio 1942 – Cesena, 26 dicembre 2023) è stato un politico italiano.

## Biografia
È stato eletto sindaco di Cesena nel 1986 e rieletto nel 1990 alla testa di una coalizione fra repubblicani e comunisti. Nel 1992 ha dato le dimissioni per contrasti col proprio partito (PRI).
È stato presidente della Provincia di Forlì-Cesena dal 1995 al 2004, quando militava nel Partito Repubblicano Italiano. Nel 2004, scaduto il suo mandato, è uscito dal PRI, aderendo successivamente al Partito Democratico.
Nel 2010 viene condannato in secondo grado a una pena di dieci mesi per falso ideologico in atto pubblico, a causa dei dubbi sulla liceità di una firma. Nel gennaio 2011 la Corte di cassazione ha "annullato con rinvio" alla Corte d'Appello di Bologna la condanna, la stessa ha poi assolto Gallina "perché il fatto non sussiste".